# Cycloptilum slossoni
Cycloptilum slossoni är en insektsart som först beskrevs av Scudder, S.H. 1897.  Cycloptilum slossoni ingår i släktet Cycloptilum och familjen Mogoplistidae. Inga underarter finns listade i Catalogue of Life.